# لينا ماغول
لينا ماغول (مواليد 15 أغسطس 1994) هي لاعبة كرة قدم ألمانية تلعب في مركز خط الوسط في نادي بايرن ميونخ.

## روابط خارجية
- لينا ماغول على موقع الاتحاد الدولي (مؤرشف)  (الإنجليزية)
- لينا ماغول على موقع الاتحاد الأوربي (الإنجليزية)
- لينا ماغول على موقع قاعدة بيانات كرة القدم.إي يو (الإنجليزية)
- لينا ماغول على موقع Soccerway.com (الإنجليزية)
- لينا ماغول على موقع عالم كرة القدم.نت (الإنجليزية)
- لينا ماغول على موقع أوليمبيديا (الإنجليزية)
- لينا ماغول على موقع اللجنة الأولمبية الألمانية (الألمانية)